# المركز الوطني للوقاية من الآفات النباتية والأمراض الحيوانية ومكافحتها
المركز الوطني للوقاية من الآفات النباتية والأمراض الحيوانية ومكافحتها هو مركزٌ سعودي تأسس في 3 ربيع الأول 1442 هـ الموافق 20 أكتوبر 2020، ويتّخذ من مدينة الرياض مقرًا له. يهدف المركز إلى تطبيق وتنفيذ ما يحقق سياسات وزراة البيئة والمياه والزراعة السعودية المعتمدة لمكافحة الآفات النباتية الأمراض الحيوانية وذلك من خلال اتخاذ الإجراءات الوقائية والعلاجية لضمان صحة النباتات والحيوانات واستدامتها، وتعزيز مشاركة القطاع الخاص، مع توحيد الجهود بين الجهات الحكومية والخاصة في هذا المجال.

## التاريخ
في 17 ربيع الأول 1441 هـ، نشرت وزراة البيئة والمياه والزراعة مسودّة مشروع المركز للعامة، وذلك لإبداء مرئياتهم وملاحظاتهم حول المشروع، بهدف الوصول لآلية لتنظيم أنظمة رصد ومكافحة الآفات النباتية والأمراض الحيوانية في السعودية، ولرفع كفاءة الأداء وتحقيق أحد أهداف الأمن الغذائي المستدام. وحدّدت الوزارة مدةً أقصاها 3 أسابيع من ذلك التاريخ لاستقبال الملاحظات والمرئيات.
في 3 ربيع الأول 1442 هـ الموافق 20 أكتوبر 2020، وافق مجلس الوزراء السعودي على مشروع المركز بنسخته النهائية.

## وصلات خارجية
- مسودة المركز الوطني لمكافحة الآفات النباتية والأمراض الحيوانية (PDF)